# Марьино Поле
Марьино Поле (бел. Мар'іна Поле) — упразднённый посёлок в Старобудском сельсовете Буда-Кошелёвского района Гомельской области Белоруссии.
В связи с радиационным загрязнением после катастрофы на Чернобыльской АЭС жители переселены в чистые места.

## География

### Расположение
В 18 км на юго-запад от районного центра и железнодорожной станции Буда-Кошелёвская (на линии Жлобин — Гомель), 44 км от Гомеля.

## Транспортная сеть
Рядом автодорога Жлобин — Гомель. Планировка состоит из короткой прямолинейной широтной улицы, застроенной односторонне деревянными домами усадебного типа.

## История
Основан во второй половине XIX века переселенцами с соседних деревень. По переписи 1897 года находились 2 мельницы. В 1909 году 148 десятин земли, в Недайской волости Рогачёвского уезда Могилёвской губернии.
В 1925 году в Недайском сельсовете Буда-Кошелевского района Бобруйского округа. Во время Великой Отечественной войны погибли 7 жителей деревни. В 1959 году входил в состав колхоза «Авангард» (центр — деревня Старая Буда).

## Население

### Численность
- 2010 год — жителей нет.

### Динамика
- 1897 год — 9 дворов, 63 жителя (согласно переписи).
- 1909 год — 12 дворов, 70 жителей.
- 1925 год — 20 дворов.
- 1959 год — 44 жителя (согласно переписи).
- 1990-е — жители переселены.